# Liste des parcs et espaces verts de Vancouver
Voici la liste des parcs et espaces verts de la ville de Vancouver :

## Grands parcs, places publiques et squares
- Parcs urbains importants à Vancouver:
  - Andy Livingstone Park,  89 Expo Boulevard
  - Art Phillips Park (anciennement Discovery Square), 625 Burrard Street
  - Cardero Park,  1601 Bayshore Drive
  - Cathedral Square,  566 Richards Street
  - Coal Harbour Park,  480 Broughton Street
  - Coopers' Park, 1020 Marinaside Crescent
  - CRAB Park at Portside,  101 East Waterfront Road
  - Creekside Park, 1455 Quebec Street
  - David Lam Park, 1300 Pacific Boulevard
  - Devonian Harbour Park,  1929 West Georgia Street
  - Emery Barnes Park,  Davie Street and Richards Street
  - George Wainborn Park,  450 Beach Crescent
  - Harbour Green Park,  1199 West Cordova Street
  - Helmcken Park,  1103 Pacific Boulevard
  - Marina Square,  1675 Bayshore Drive
  - May & Lorne Brown Park,  801 Beach Avenue
  - Pioneer Place, 399 Carrall Street
  - Portal Park,  1099 West Hastings Street
  - Queen Elizabeth Park (?km2), 4600 Cambie Street
  - Roundhouse Turntable Plaza,  181 Roundhouse Mews
  - Stanley Park (4,04 km2), 2000 West Georgia Street
  - Sun Yat-Sen Chinese Gardens, 578 Carrall Street
  - Victory Square,  200 West Hastings Street
  - Wendy Poole Park,  199 Alexander Street
  - Yaletown Park,  901 Mainland Street

- Parcs urbains importants à North Vancouver:
  - Victoria Park (?km2)